# 骨董 (小泉八雲)
『骨董』（こっとう、Kotto ）は、小泉八雲が著した怪奇文学作品集。1902年に出版された。日本各地に伝わる伝説や古い怪談集などから再話されている。

## 作品
- 古いはなし
  - 幽霊滝の伝説 (The Legend of Yurei-Daki)
  - 茶碗の中 (In a Cup of Tea)
  - 常識 (Common Sense)
  - 生霊 (Ikiryo)
  - 死霊 (shiryo)
  - おかめのはなし (The Story of O-Kame)
  - 蠅のはなし (Story of a Fly)
  - 雉子のはなし (Story of a Pheasant)
  - 忠五郎のはなし (The Story of Chugoro)
- ある女の日記
- 平家蟹
- 蛍
- 露の一滴
- 餓鬼
- 土地の風習
- 幻想
- 病気のこと
- 真夜中に
- 草ひばり
- 夢を食う獏

主な訳書
- 平井呈一訳『怪談・骨董 他　小泉八雲作品集』恒文社。再版多数
- 平川祐弘訳 『骨董・怪談　小泉八雲コレクション』河出書房新社、のち河出文庫